# 特龙博恩
特龙博恩（法語：Tromborn，法語發音：[tʁɔ̃bɔʁn] ⓘ；洛林法兰克语：Tromborren）是法国摩泽尔省的一个市镇，属于福尔巴克-布莱摩泽尔区。

## 地理
特龙博恩（49°15'28"N, 6°35'15"E）面积6.13 平方千米，位于法国大東部大區摩泽尔省，该省份为法国东北部内陆省份，是洛林的一部分，西南接默尔特-摩泽尔省，东临下莱茵省，北与卢森堡和德国接壤。
与特龙博恩接壤的市镇（或旧市镇、城区）包括：达朗、布雷特纳克、鲁日堡、奥贝尔多尔、泰泰尔尚、维兰。

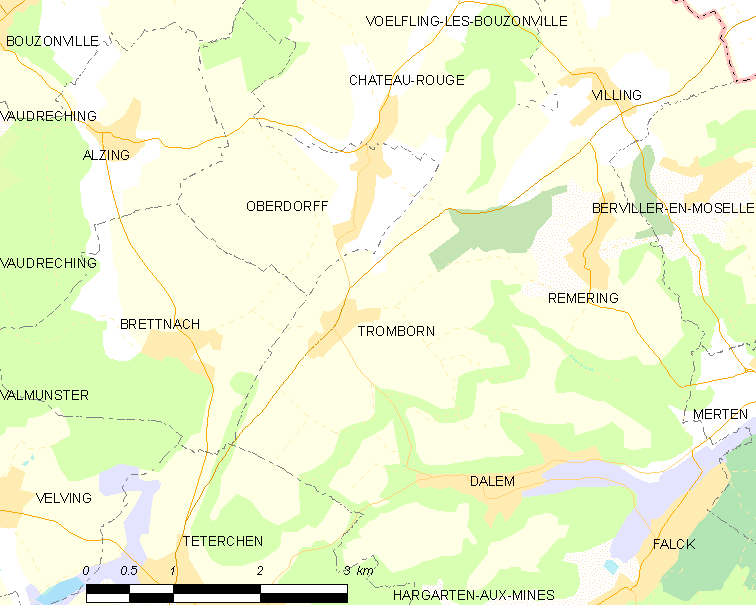
特龙博恩的OSM定位图

特龙博恩的时区为UTC+01:00、UTC+02:00（夏令时）。

## 行政
特龙博恩的邮政编码为57320，INSEE市镇编码为57681。

## 政治
特龙博恩所属的省级选区为布宗维尔县。

## 人口

1962-2008年间特龙博恩人口变化图示

特龙博恩于2022年1月1日时的人口数量为333人。